# 鲁昂圣马德莱娜教堂
鲁昂圣马德莱娜教堂（Église Sainte-Madeleine de Rouen）是一座天主教堂，位于法国诺曼底滨海塞纳省鲁昂.位于马德莱娜广场，原属于鲁昂主宫医院。
圣马德莱娜教堂为新古典主义风格，建于1767至1781年，1781年4月7日由总主教道明·拉罗什富科祝圣。
圣马德莱娜教堂列为法国历史古迹 1910.